# Erick Pulgar
Erick Antonio Pulgar Farfán (Antofagasta, 15 januari 1994) is een Chileens voetballer die speelt als centrale verdediger en ook als middenvelder uit de voeten kan. Hij verruilde Bologna in augustus 2019 voor Fiorentina. Begin 2022 werd hij gehuurd door Galatasaray. Pulgar debuteerde in 2015 in het Chileens voetbalelftal.

## Interlandcarrière
Pulgar maakte op 28 januari 2015 onder leiding van bondscoach Jorge Sampaoli zijn debuut in het Chileens voetbalelftal, tijdens een oefeninterland tegen de Verenigde Staten (3-2) in Rancagua. Die wedstrijd debuteerde ook Juan Cornejo. Hij speelde de volledige 90 minuten mee. Pulgar won in 2016 de Copa América Centenario met zijn landgenoten. Hij speelde zelf alleen in de met 2-0 gewonnen halve finale tegen Colombia, waarin hij na dertig minuten Pedro Pablo Hernández verving. Pulgar maakte ook deel uit van het Chileense team op de Copa América 2019, op dat toernooi als vaste basisspeler.

## Erelijst
| Competitie   | Winnaar | Winnaar | Runner-up | Runner-up | Derde  | Derde |
| Competitie   | Aantal  | Jaren   | Aantal    | Jaren     | Aantal | Jaren |
| Chili        | Chili   | Chili   | Chili     | Chili     | Chili  | Chili |
| ------------ | ------- | ------- | --------- | --------- | ------ | ----- |
| Copa América | 1×      | 2016    |           |           |        |       |

1 Bravo  ·
2 Mena ·
3 Roco ·
4 Isla ·
5 Silva ·
6 Fuenzalida ·
7 Sánchez ·
8 Vidal ·
9 Pinilla ·
10 Hernández ·
11 Vargas ·
12 Toselli ·
13 Pulgar ·
14 González ·
15 Beausejour ·
16 Castillo ·
17 Medel ·
18 Jara ·
19 Orellana ·
20 Aránguiz ·
21 Díaz ·
22 Puch ·
23 Herrera ·
Coach: Pizzi